# عثمان خاطر
عثمان خاطر هو لاعب كرة قدم تشادي، ولد في 27 يونيو 1991 في انجمينا في تشاد. شارك مع منتخب تشاد لكرة القدم.

## وصلات خارجية
- عثمان خاطر على موقع قاعدة بيانات كرة القدم.إي يو (الإنجليزية)
- عثمان خاطر على موقع ناشيونال فوتبول تيمز (الإنجليزية)